# 木下茂德
木下 茂德（きのした しげのり、1924年（大正13年）3月17日 - 1999年（平成11年）4月25日）は、日本の建築学者。工学博士。日本大学名誉教授。第8代日本大学総長。1989年から1990年まで日本建築学会会長(第41代)を務めた。

## 人物
出生地は愛知県犬山市。出身地は香川県小豆郡池田町（現小豆島町）。
旧厚生省・中央児童福祉審議会委員、旧科学技術庁参与、総務庁・老人問題懇談会委員、厚生省・中央心身障害者対策協議会委員、日本不動産学会副会長などを歴任。
専門は高齢者・福祉施設の建築計画｡ 建築経済学のうち建築生産学。

### 経歴
- 1947年（昭和22年） 日本大学旧工学部（現理工学部）建築学科卒業
- 1949年（昭和24年） 同大学大学院修士課程修了。同年日本大学助手。
- 1953年（昭和28年） 旧工学部専任講師。その後助教授を経て、1968年（昭和43年）教授に就任。
- 1967年（昭和42年） 日本大学より工学博士号を取得（論文タイトルは『日本における老人福祉施設建設計画の指標に関する研究』）[5]。
- 1985年（昭和60年） 理工学部長。副総長を経て、1990年（平成2年）第8代総長就任[6]

高齢者や障害者施設の環境の向上に尽力。このため、国連が定めた国際障害者年の1982年に内閣総理大臣表彰。
また日大教員として、大学を国際社会を牽引する「世界の大学」の実現に向けて、国際化と情報化に対応した教育改革に取り組んだという。第15期日本学術会議会員。

## 著書
共著
- 「21世紀高齢化社会への対応」
- 「現代の建築と都市」

など
単著
- 「身体障害者・老人などのための建築と計画」（1977年、鹿島出版会）

など